# Itzer
Itzer (arabiska: ايتزر) är en ort i Marocko, som i folkräkningen räknas som stad i landskommunen med samma namn. Den ligger i provinsen Midelt och regionen Drâa-Tafilalet, 210 km sydost om huvudstaden Rabat. Antalet invånare var 5 896 vid folkräkningen 2014.